# سوست‌داینن
سوست‌داینن (به هلندی: Soestduinen) یک منطقهٔ مسکونی در هلند است که در سوست واقع شده‌است. سوست‌داینن ۱۲۶ نفر جمعیت دارد.